# Martingale
Martingale [mártyngejl] je strategie sázení v hazardních hrách. Její základní varianta se týká her, kde se hráči v případě výhry vyplácí dvojnásobek vkladu (např. sázení na barvu v ruletě). Martingale spočívá ve zdvojnásobení vsazené částky v případě prohry v minulém kole. V případě výhry se tak hráči jeho prohrané peníze vrátí zpět ještě s původní vsazenou částkou navíc. Ačkoliv strategie vypadá lákavě, ve skutečnosti by byla výhodná pouze za předpokladu, že by sázející disponoval nekonečně velkými prostředky. Jinak je z matematického hlediska strategie pro hráče vždy nevýhodná, a to tím více, čím déle hraje. Rychlý exponenciální růst nutných sázek v případě po sobě jdoucích proher totiž vede k bankrotu hráče, který vlastní jen konečné prostředky. Navíc systém naráží na řadu praktických problémů, jako je horní hranice povolených sázek, které jeho užití ještě více omezují. Někdy se uvádí, že důvodem omezení sázek v kasinu je právě omezení hráčů hrajících martingale, nicméně předpoklad, který za tím stojí, je chybný. Takový hráč nemá z dlouhodobého hlediska žádnou matematickou výhodu oproti jiným systémům sázení či dokonce proti naprosto náhodnému pokládání sázek.

## Historický původ Martingale
Tato strategie vznikla a získala oblibu v 18. století ve Francii. Už v tehdejších hráčských kruzích se tradovala myšlenka, že se sázením podle Martingale dá „obehrát“ hra se šancí 1:1 – hráč měl při prohře vždy vsadit dvojnásobek, aby si při nejbližší výhře vykompenzoval všechny ztráty a ještě získal navrch původní vsazenou částku.
Název Martingale pravděpodobně pochází z francouzského gamblerského slangu či regionu, ale přenesl se i do odborné terminologie (v matematice pojem martingale označuje proces s určitými vlastnostmi v teorii pravděpodobnosti, inspirovaný právě touto sázecí strategií).
Strategie Martingale se postupně rozšířila i mimo Francii a stala se součástí „folkloru“ hazardních her – mnoho hráčů ji zkoušelo v naději na jistou výhru.
V moderní době je nejčastěji spojována s ruletou, ale využívala se i v jiných hrách a dokonce se koncept Martingale objevil ve světě investování a tradingu (tam však s podobnými varováními o rizicích).

## Matematická analýza jednoho kola
Definujme jedno kolo jako posloupnost po sobě jdoucích proher následovaných výhrou nebo po sobě jdoucích proher, které vedou k bankrotu hráče. Pokud hráč vyhraje, hraje opět od základní částky a začíná tak další kolo. Takto definované kolo nám umožní rozdělit průběžné vkládání sázek na jednotlivá kola. Nyní budeme analyzovat očekávané výhry v jednom kole.
Nechť q je pravděpodobnost prohry (např. v americké ruletě s dvěma nulami při sázce na barvu, sudou-lichou, malou-velkou 20/38, v evropské 19/37). Nechť B je částka, kterou vkládáme jako první, a nechť n je počet sázek, které můžete v řadě prohrát, než zbankrotujete.
Pravděpodobnost, že prohrajete všech n sázek je qn. Celková částka, kterou v tomto případě prohrajete je
{\displaystyle \sum _{i=1}^{n}B\cdot 2^{i-1}=B(2^{n}-1)}
Pravděpodobnost, že neprohrajete všech n sázek je 1 − qn. Pokud neprohrajete všech n sázek, pak vyhrajete částku B (první vložené peníze). Očekávaná výhra za toto jedno kolo je to, co v průměru vyhráváte, minus to, co v průměru prohráváte, tedy:
{\displaystyle (1-q^{n})\cdot B-q^{n}\cdot B(2^{n}-1)=B(1-(2q)^{n})}
Kdykoliv je pravděpodobnost prohry q > 1/2, je výraz 1 − (2q)n < 0 pro všechna n > 0. To znamená, že v jakékoliv hře, ve které je větší pravděpodobnost prohry než výhry dané sázky (např. ruleta), v průměru v každém kole ztrácíte peníze. Navíc čím vícekrát jste ochotni vsadit, tím víc prohráváte.

### Příklad
Představte si, že máte k dispozici k sázení např. 6300. Vsadíte 100 (ve výše zmíněném vzorci to znamená B = 100) na první roztočení. Když prohrajete, vsadíte 200 na druhé roztočení, v případě další prohry 400 na třetí, 800 na čtvrté, 1600 na páté a 3200 na šesté.
Pokud např. vyhrajete hned po prvním roztočení, získáte 100 navíc a začnete martingale znovu.
Pokud např. prohrajete 100 po prvním roztočení a vyhrajete 200 po druhém, získáte opět čistý zisk 100 a martingale se opět začíná od znova.
Pokud prohrajete prvních pět roztočení, prohrajete celkově 3,100 (3,100 = 100 + 200 + 400 + 800 + 1600). Na šesté roztočení vsadíte 3200. Pokud vyhrajete, opět máte čistý zisk 100.
Pokud prohrajete prvních šest roztočení, prohrajete celkem 6300, což je celá suma, kterou jste měli k dispozici, a tak už vklad nemůžete v dalším kole zdvojnásobit (ve vzorci výše tedy n = 6). V tomto bodě v martingalu nemůžete pokračovat.
V tomto případě je pravděpodobnost prohry 6300 (kdy v martingalu již nemůžete pokračovat) rovna pravděpodobnosti šesti po sobě jdoucích proher. To v případě např. americké rulety (q = 20/38) činí (20/38)^6 = 2.1256%. Pravděpodobnost výhry 100 je rovna 1 minus pravděpodobnosti 6 po sobě jdoucích proher, v našem případě tedy 1 - (20/38)^6 = 97.8744%.
- Očekávaná hodnota výhry tedy činí (100*0.978744) = 97.8744 (možná výhra násobená pravděpodobností této výhry).
- Očekávaná hodnota prohry pak (-6,300*0.021256)= -133.9128 (možná prohra násobená pravděpodobností této prohry).
- Očekávaná hodnota celé strategie tedy činí -36.034 (očekávaná výhra minus očekávaná prohra).

## Alternativní přístup
Předchozí úvahy byly založeny na hledání očekávané hodnoty výhry či prohry, tedy vztahu mezi tím, jaká je pravděpodobnost, že prohrajeme, a kolik v tom případě prohrajeme. Můžeme k problému přistoupit i odjinud a ptát se, jaká je pravděpodobnost, že užitím martingalu nezbankrotujeme dříve, než zdvojnásobíme částku, s kterou jsme do kasina přišli.
Vezmeme-li v úvahu stejné podmínky jako výše, můžeme se ptát, jaká je pravděpodobnost šesti po sobě jdoucích proher, když sázíme jen na červenou/černou či sudou/lichou. Ačkoliv pravděpodobnost šesti po sobě jdoucích proher ze šesti roztočení je vcelku malá (2, 1256 %), s rostoucím počtem roztočení stoupá velmi rychle.
- Při 68 roztočeních je šance 50,3 %, že prohrajeme šestkrát v řadě.
- Při 150 roztočeních je šance 80,6 %, že prohrajeme šestkrát v řadě.
- Při 250 roztočeních je šance 95,3 %, že prohrajeme šestkrát v řadě.[2]

Abychom zdvojnásobili naši původní částku 6,300 s tím, že náš první vklad je 100 (jako výše), potřebovali bychom minimálně 63 roztočení (v extrémně nepravděpodobném případě, že bychom všech těchto 63 roztočení vyhráli napoprvé), maximálně 378 roztočení (ve stejně nepravděpodobné variantě, že vyhráváme každé kolo právě až při 6 roztočení). S velkou pravděpodobností budeme potřebovat kolem 150 roztočení. Nicméně již při 150 roztočeních máme pravděpodobnost šesti po sobě jdoucích proher 80,6 % (viz výše).
Klasické sázení na červenou a černou můžeme nahradit nějakými jinými hrami. Limitní případ nastává např. při házení mincí, kde mají obě dvě strany stejnou pravděpodobností hodnotu a pravděpodobnost prohry je tak stejná jako výhry (platíme-li za výhru dvojnásobek vsazeného, jedná se tedy o spravedlivou hru – takovou však v kasinech nenajdeme). Tam je při 150 roztočeních šance, že prohrajeme šestkrát za sebou, 70,7 %. V jakékoliv hře, kde je pravděpodobnost prohry větší než 50 %, je tedy i tato hodnota vyšší.
Naše úvahy byly založeny na šesti po sobě jdoucích prohrách. Ve větších kasinech lze sázet i větší částky a mohli bychom naše sázky po prohře zdvojnásobovat i vícekrát. Bez ohledu na to však pravděpodobnost zdvojnásobení naší částky dříve, než zbankrotujeme, zůstává stejná. Musíme totiž sice prohrát vícekrát než šestkrát v řadě, aby došlo k bankrotu, zrovna tak ale musíme hrát déle, abychom naše peníze zdvojnásobili.

## Postoj kasin a odborníků[1]
Kasina strategii Martingale dobře znají a nemají zásadní důvod ji hráčům zakazovat. Používání Martingale není proti žádným pravidlům – hráč v podstatě jen sází na běžné sázky, byť systematicky zvyšuje vklady. Mnohá kasina sice omezují hráče například v počítání karet u blackjacku, ale Martingale v ruletě či jiných hrách nijak neblokují.
Dokonce ani zavedení sázkových limitů nebylo motivováno snahou zamezit Martingalu (jak si někteří hráči myslí); kasino dlouhodobě na Martingale stejně vydělává. Limity sázek jsou nastaveny spíše jako ochrana proti extrémně bohatým hráčům, kteří by neúměrně vysokými sázkami mohli ohrozit kasinovou bankrol a provoz. Stručně řečeno, kasinům nevadí, když hráči Martingale používají – statistická výhoda je na straně domu a riziko ztráty leží na hráči.
Odborníci na teorii hazardu a zkušení hráči však před Martingale strategií varují. Shodují se, že jde o iluzorní pocit jistoty: systém nepřekonává matematické zákony ani výhodu kasina, pouze přesouvá riziko do méně častých, ale velmi nepříjemných scénářů. U sázení založeného na násobení vkladů platí, že hráč riskuje velmi mnoho pro velmi malý zisk.
Snadno se může stát, že postupné násobení eskaluje do obrovských částek jen proto, aby hráč zoufale získal zpět předchozí prohry a k tomu drobný „profit“ ve výši počáteční sázky.
Jak uvádějí analytici, žádný sázecí systém ve hře jako ruleta nefunguje tak, aby dlouhodobě zajistil porážení casina – ruleta a podobné hry jsou nastaveny tak, že statisticky vždy při dostatečném počtu her zvítězí kasino. Martingale není výjimkou; ve skutečnosti může hráče dovést k rychlému bankrotu, pokud narazí na smolnou sérii.

### Závěr
Z výše uvedeného vyplývá, že hráč užívající martingale nemá proti kasinu žádnou výhodu. Je velmi pravděpodobné, že prohraje všechno, s čím přišel, dokonce ještě dříve, než by stihl svůj obnos zdvojnásobit.
Horní limity sázek v kasinech nejsou zavedeny z důvodu ochrany před hráči užívajícími martingale či jakoukoliv jinou strategii. Jejich důvod je prostý. Kasino si nemůže dovolit riskovat v několika málo hrách příliš mnoho peněz, protože by nemělo čím je vyplatit. Stoly bez limitů si mohou dovolit jen velmi velká kasina, jejichž zisk je dostatečně velký na to, aby jim nevadilo v několika hrách vyplatit velké částky. Hráči užívající martingale budou v takových kasinech vřele vítáni.